# Svampsnigel
Svampsnigel (Malacolimax tenellus) är en snäckart som först beskrevs av Otto Friedrich Müller 1774.  Svampsnigel ingår i släktet Malacolimax, och familjen kölsniglar. Arten är reproducerande i Sverige.

## Bildgalleri

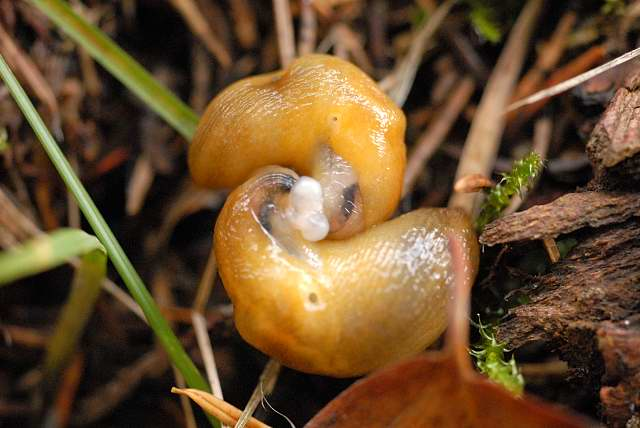